# Bridgewater (Nova York)
Bridgewater és una població dels Estats Units a l'estat de Nova York. Segons el cens del 2000 tenia 579 habitants.

## Demografia
Segons el cens del 2000, Bridgewater tenia 579 habitants, 204 habitatges, i 151 famílies. La densitat de població era de 366,5 habitants/km².
Dels 204 habitatges en un 43,6% hi vivien nens de menys de 18 anys, en un 53,4% hi vivien parelles casades, en un 12,7% dones solteres, i en un 25,5% no eren unitats familiars. En el 22,1% dels habitatges hi vivien persones soles el 8,8% de les quals corresponia a persones de 65 anys o més que vivien soles. El nombre mitjà de persones vivint en cada habitatge era de 2,84 i el nombre mitjà de persones que vivien en cada família era de 3,18.
Per edats la població es repartia de la següent manera: un 34% tenia menys de 18 anys, un 9,5% entre 18 i 24, un 26,8% entre 25 i 44, un 20,7% de 45 a 60 i un 9% 65 anys o més.
L'edat mediana era de 31 anys. Per cada 100 dones de 18 o més anys hi havia 96,9 homes.
La renda mediana per habitatge era de 27.788 $ i la renda mediana per família de 28.409 $. Els homes tenien una renda mediana de 23.125 $ mentre que les dones 21.071 $. La renda per capita de la població era de 12.995 $. Entorn de l'11,3% de les famílies i el 12,6% de la població estaven per davall del llindar de pobresa.